# Кончезио
Кончѐзио (на италиански: Concesio, на източноломбардски: Consés, Консез) е град и община в Северна Италия, провинция Бреша, регион Ломбардия. Разположено е на 216 m надморска височина. Населението на общината е 15 251 души (към 2013 г.).